# Nazionale femminile di canoa polo dell'Italia
La nazionale di canoa polo rappresenta la Federazione Italiana Canoa Kayak nelle competizioni internazionali, come i Campionati europei o i Campionati mondiali di canoa polo organizzati dalla International Canoe Federation.

## Piazzamento Nazionale Italiana ai Campionati mondiali femminili
L'Italia ha preso parte a tutte le edizioni fin qui disputate dei Campionati mondiali di canoa polo, sia con la rappresentativa maschile che con quella femminile.
- 1994 : non partecipante
- 1996 : non partecipante
- 1998 : non partecipante
- 2000 : non partecipante
- 2002 : 7°
- 2004 : 8°
- 2006 : 7°
- 2008 : 8°
- 2010 : 9°
- 2012 : 6°
- 2014 : 7°

## Piazzamenti Nazionale Italiana ai Campionati europei femminili
- 1995 : non partecipante
- 1997 : non partecipante
- 1999 : non partecipante
- 2001 : 6°
- 2003 : 7°
- 2005 : 5°
- 2007 : 4°
- 2009 : 4°
- 2011 :